# متحولة ثنائية هشة
المتحولة الثنائية الهشة (الاسم العلمي:Dientamoeba fragilis) هي نوع من اللجفاوات تتبع جنس المتحولة الثنائية من فصيلة المتحولات الثنائية.